# Liste der Naturdenkmale in Nistertal
Die Liste der Naturdenkmale in Nistertal nennt die im Gemeindegebiet von Nistertal ausgewiesenen Naturdenkmale (Stand 13. Juni 2024).

## Ehemalige Naturdenkmal
| Nr. | Bezeichnung | Lage                                                                 | Beschreibung                                          | Bild                                    |
| --- | ----------- | -------------------------------------------------------------------- | ----------------------------------------------------- | --------------------------------------- |
|     | Alte Buche  | Erbach, nordöstlich des Ortes an der K 56; Flur Gerhardsrötchen Lage | Fagus sylvatica; Rechtsverordnung vor 2009 aufgehoben | Direkt Bild zu diesem Denkmal hochladen |